# 小行星2352
小行星2352（2352 Kurchatov）是一颗围绕太阳公转的小行星。1969年9月10日，柳德米拉·切爾尼赫在克里米亚发现了此天体。
該小行星以蘇聯核物理學家伊戈爾·庫爾恰托夫命名。
这颗小行星的绝对星等为115.8488387945666等。